# Laelia rubescens
Laelia rubescens là một loài lan native to México và Trung Mỹ.

## Synonyms
- Amalia rubescens (Lindl.) Heynh.
- Cattleya rubescens (Lindl.) Beer
- Bletia rubescens (Lindl.) Rchb.f.
- Laelia acuminata Lindl.
- Laelia peduncularis Lindl.
- Amalia acuminata (Lindl.) Heynh.
- Amalia peduncularis (Lindl.) Heynh.
- Laelia pubescens Lem.
- Laelia violacea Rchb.f.
- Cattleya acuminata (Lindl.) Beer
- Cattleya peduncularis (Lindl.) Beer
- Bletia peduncularis (Lindl.) Rchb.f.
- Bletia violacea (Rchb.f.) Rchb.f.
- Bletia acuminata (Lindl.) Rchb.f.
- Laelia inconspicua H.G. Jones
- Laelia rubescens f. peduncularis (Lindl.) Halb.

## Hình ảnh

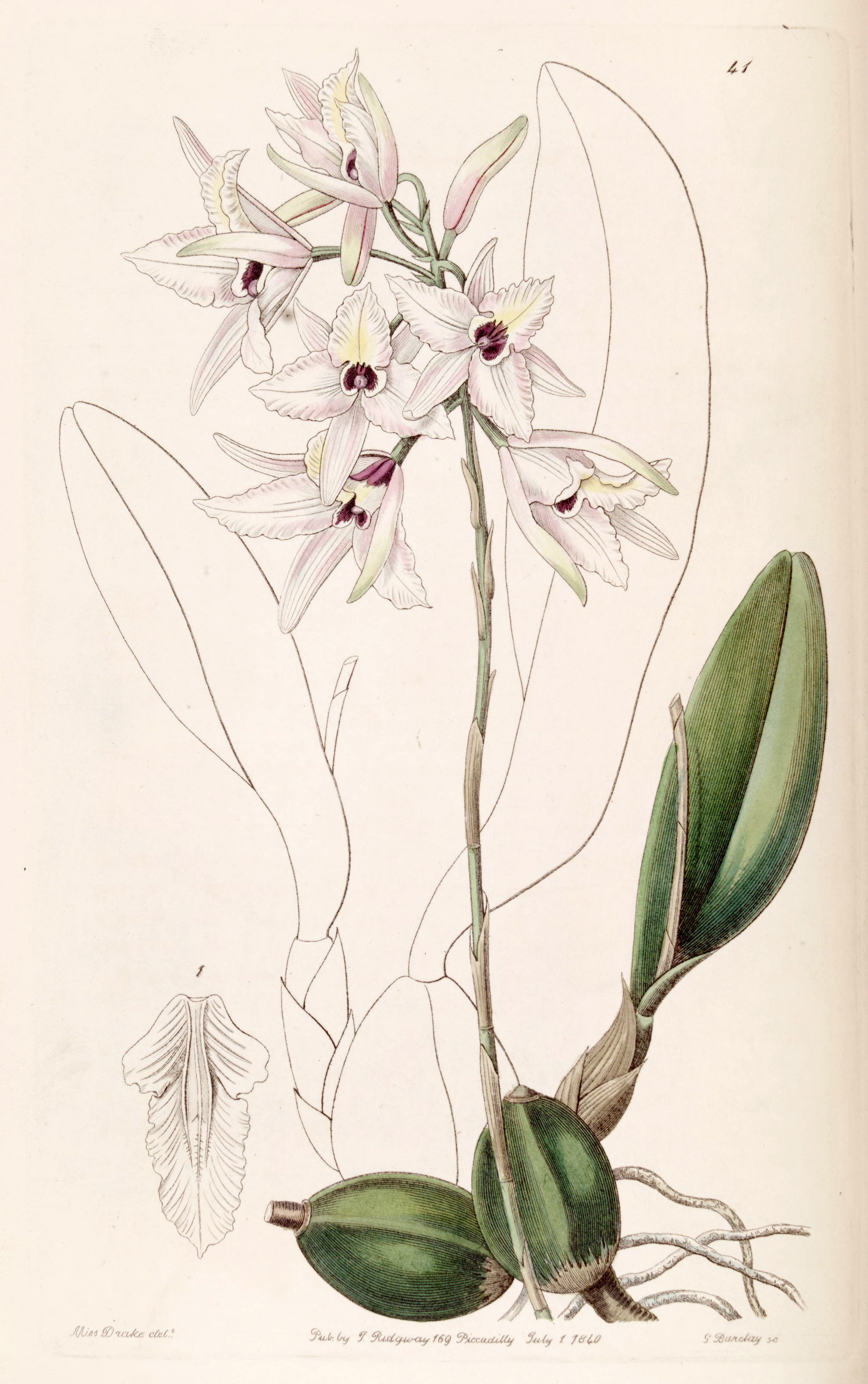
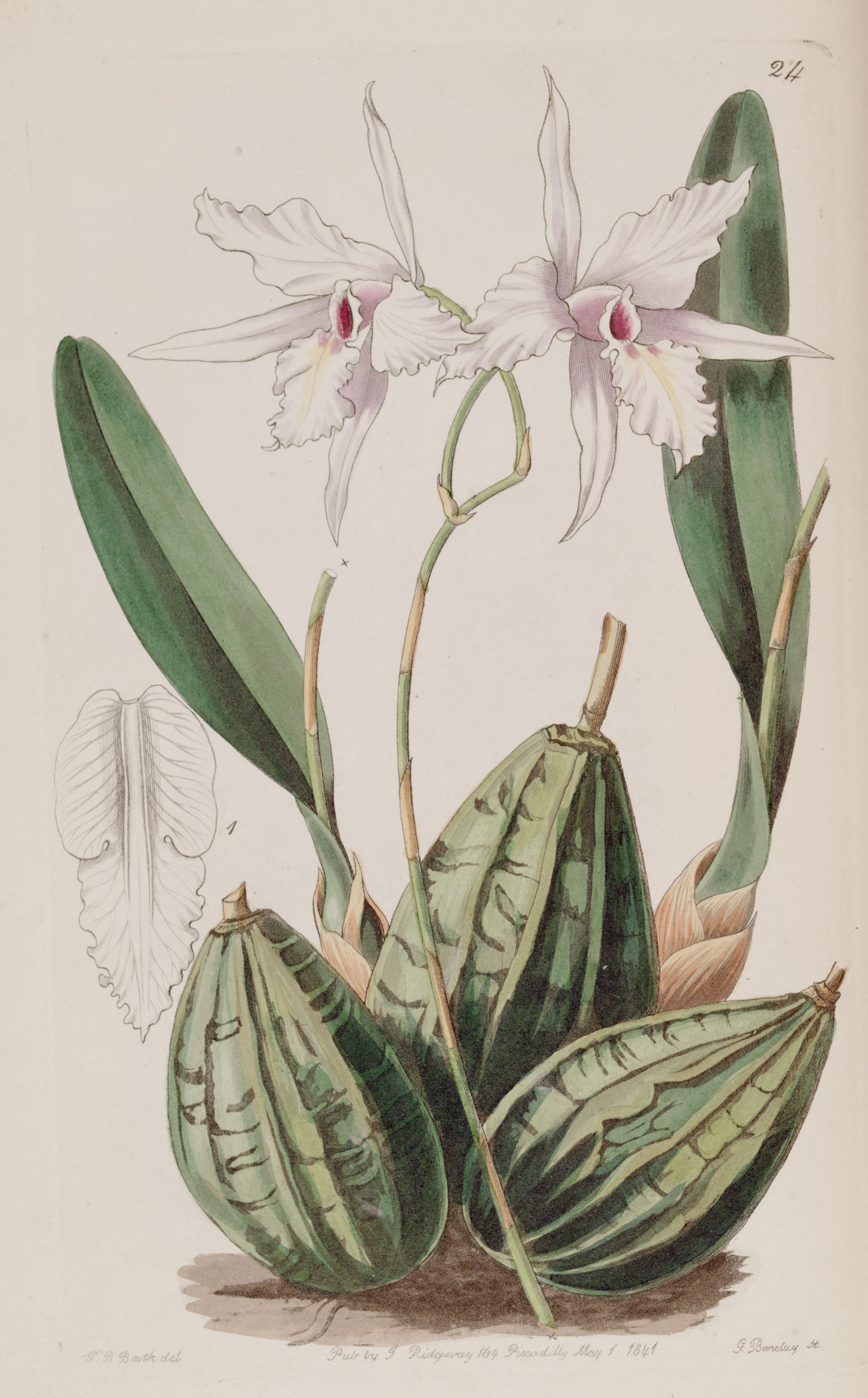
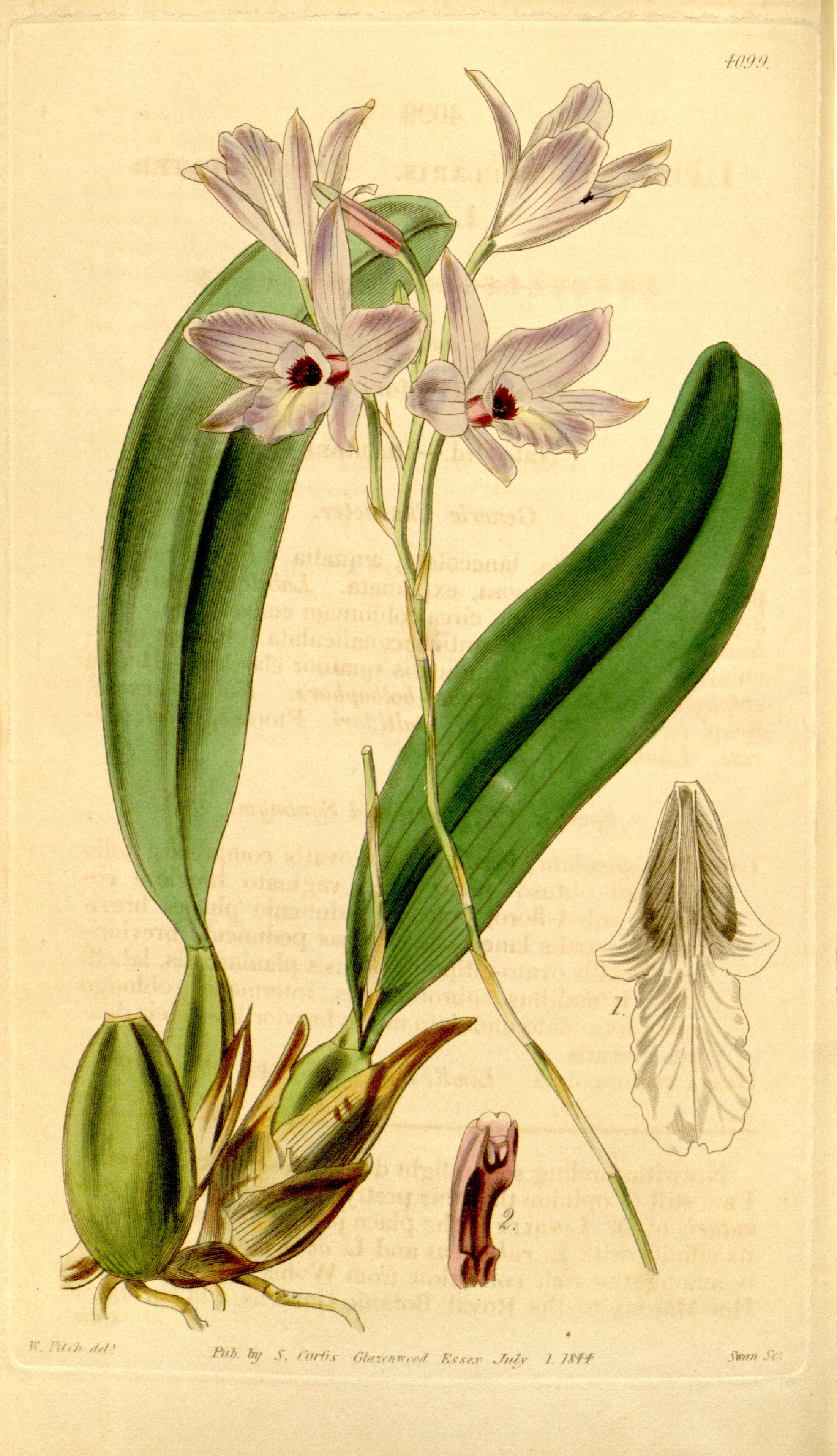
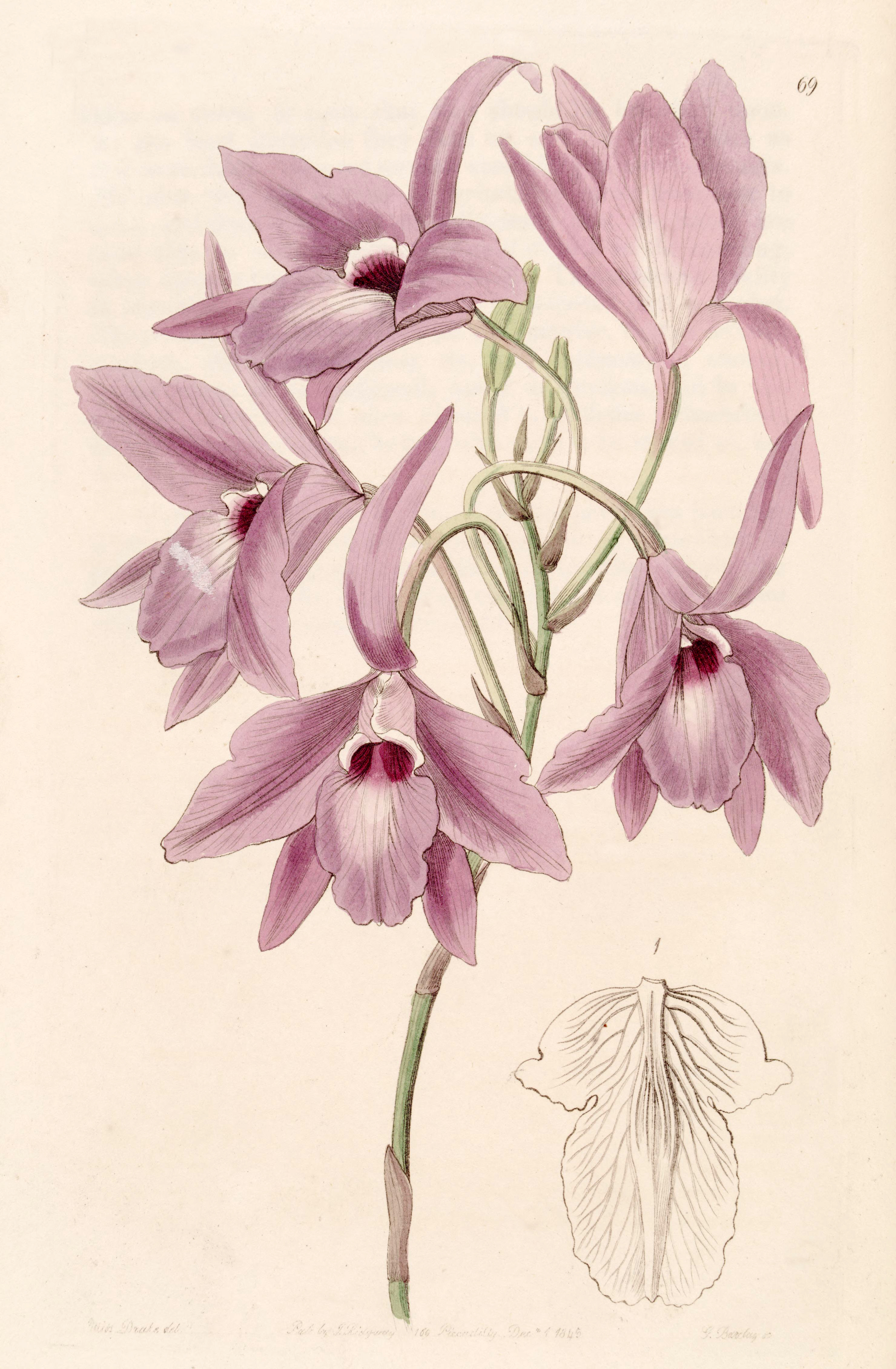